# 창원 김주열 열사 시신 인양지
창원 김주열 열사 시신 인양지(昌原 金朱烈 烈士 屍身 引揚地)는 대한민국 경상남도 창원시 마산합포구에 있는 인양지이다. 2011년 9월 22일 경상남도의 기념물 제277호로 지정되었다.

## 개요
김주열 열사는 1960년 3월 15일, 자유당 이승만 독재정권이 저지른 부정선거에 항거한 마산 3.15의거 시위 중 행방불명되었다.
그로부터 27일 후인 4월 11일, 마산 앞바다에 떠오른 열사의 시신은 오른쪽 눈에 최루탄이 박혀 끔찍한 모습이었다. 독재자의 하수인인 경찰들이 3.15의거 현장에서 쓰러진 열사의 시신에 돌을 매달아 바다에 던져버렸던 것이다.
이와 같은 독재자의 만행에 마산 시민들의 분노는 민중봉기로 폭발했다. 그리고 이날, 4.11마산민주항쟁의 불길이 전국으로 번져 마침내 4.19혁명으로 이루어졌다. 그래서 이곳을 ‘4월 혁명발원지’라고 부르게 되었으며, 우리나라에서 민주화운동 관련 장소가 문화재로 지정된 곳은 이곳이 처음이다.

## 같이 보기
- 김주열

## 참고 문헌
- 창원 김주열 열사 시신 인양지 - 국가유산청 국가유산포털